# Wojna albańsko-wenecka
Wojna albańsko-wenecka – konflikt zbrojny trwający w latach 1447-1448 między Albanią a Republiką Wenecką, wspartą przez Imperium Osmańskie.

## Tło wydarzeń
W 1444 roku powstała Liga w Lezhy - sojusz albańskich książąt pod dowództwem Skanderbega; w tym roku Nikollë Dukagjini, członek należącego do ligi rodu Dukagjinów, zabił innego członka ligi, władcy Dagnum Lekë Zaharię. Między nimi toczył się spór o poślubienie Irene Dushmani, jedynej córki księcia Zadrimy, Lekë Dushmaniego. Ponieważ Zaharia był bezdzietny, więc w rezultacie księstwo nie miało następcy, Dagnum zostało przekazane Republice Weneckiej. Skanderbeg wezwał Wenecję do oddania pod władzę członków Ligi w Lezhy miasta Dagnum; Wenecja odmówiła, co skłoniło Skanderbega do wypowiedzenia republice wojny.
Albania następnie wysłała posłów do władcy Serbii Jerzego I Brankovicia oraz Zety Stefana Crnojevicia; serbski władca wyraził chęć pomocy Skanderbegowi przeciwko Republice Weneckiej, jednak nie przeciwko Imperium Osmańskiemu. Z kolei Republika Wenecka zaoferowała Skanderbegowi 1000 dukatów i ochronę kraju w zamian za zrzeczenie się roszczeń wobec Dagnumu, co zostało odrzucone.

## Przebieg wojny

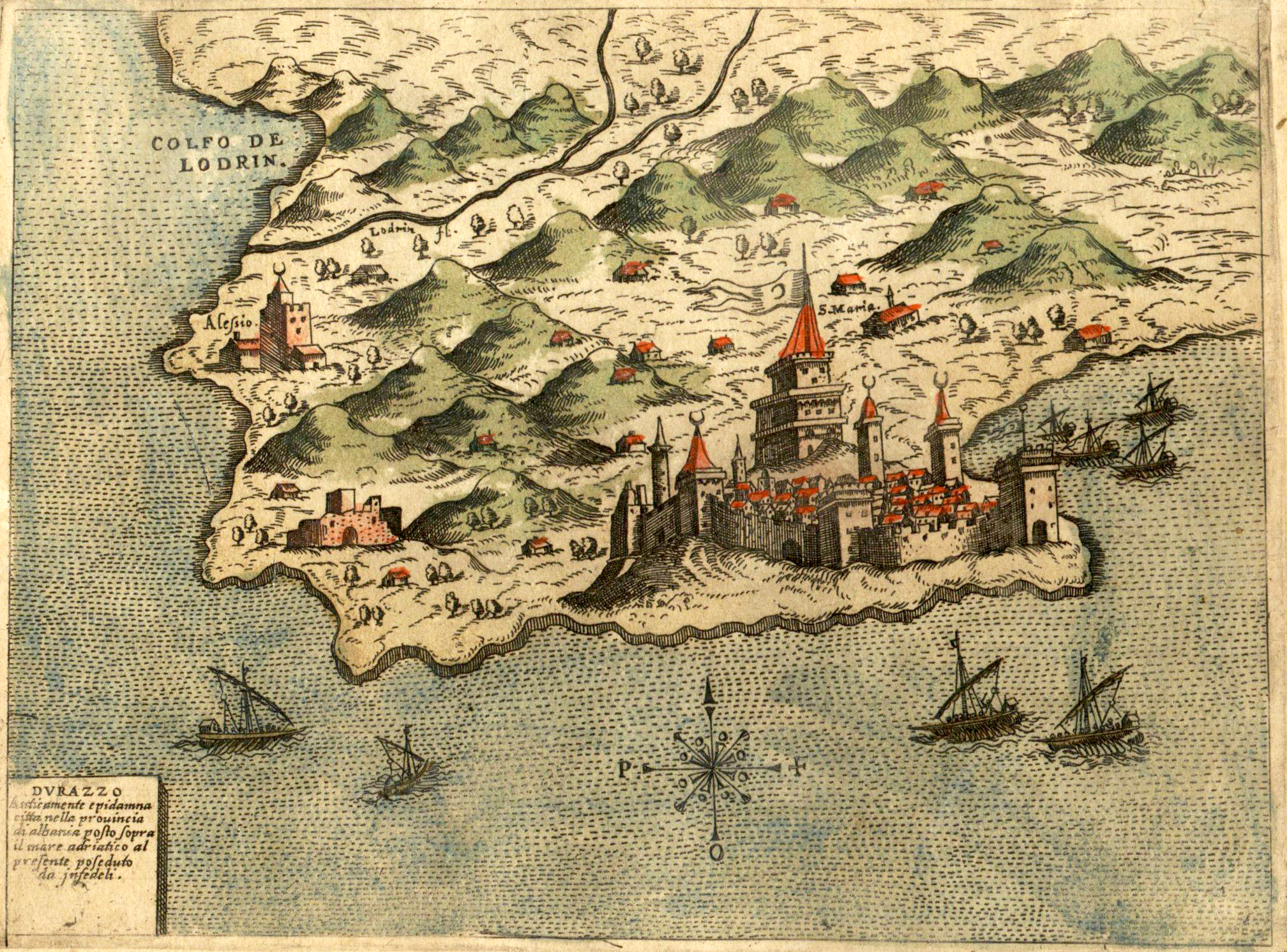
Mapa Durazzo (Durrësu), 1573

W grudniu 1447 roku Vrana Konti i jego siły liczące od 3 do 4 tys. osób rozpoczęły ochronę  albańskich granic w przypadku osmańskiego ataku, a Skanderbeg wraz z 14-tysięczną armią rozpoczął marsz na Dagnum; początkowo zaoferował broniącemu miasta możliwość kapitulacji, jednak po odrzuceniu propozycji, siły albańskie zaczęły oblężenie miejscowości. W celu wywarcia presji na Republikę Wenecką, siły Skanderbega zaatakowały również Durazzo, które w konsekwencji zostało odcięte od handlu.

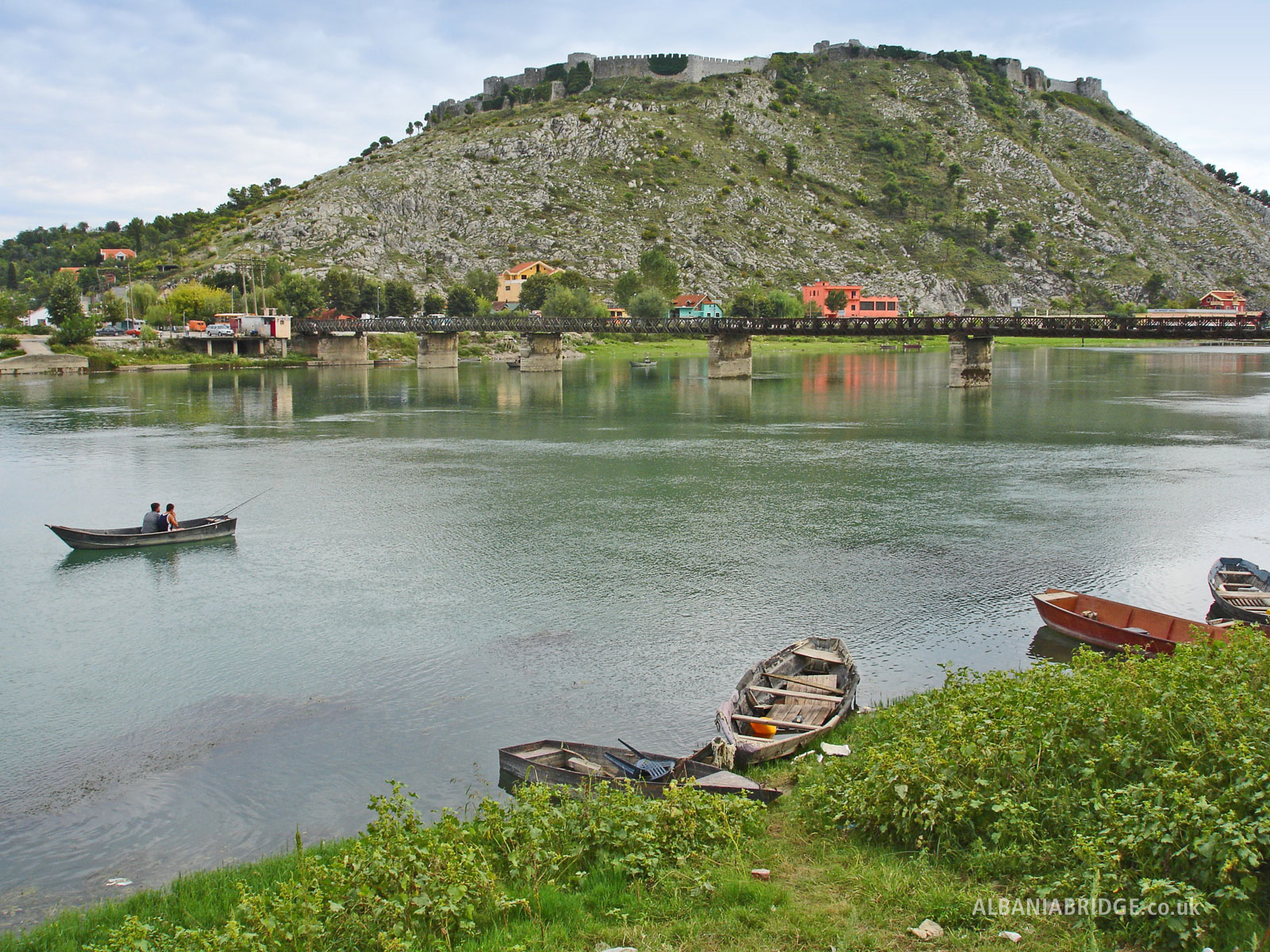
Zamek Rozafy, Szkodra

Republika Wenecka uważała wówczas Skanderbega za zbuntowanego osmańskiego wasala; jej władze zaoferowały 100 dukatów miesięcznie do końca życia osobie, która zabije albańskiego dowódcę. 27 czerwca 1448 roku z polecenia weneckich władz, kasztelan szkoderskiego zamku Rozafy Andrea Venier próbował przekonać sułtana Murada II do zaatakowania Albanii. Venier został następnie wysłany w celu spotkania się ze Skanderbegiem w celu przekonania go do przerwania działań wojennych oraz wykluczenia rodu Dukagjini z Ligi w Lezhy; oba warunki zostały odrzucone. 23 lipca 1448 roku Skanderbeg wraz ze swoją armią przekroczył rzekę Drin, spotykając następnie 15-tysięczne weneckie siły dowodzone przez Daniela Iurichiego, były one złożone głównie z najemników. Bitwa rozpoczęła się atakiem albańskich łuczników, a po godzinach walk siły weneckie się wycofały, podczas pościgu, Albańczycy większość sił armii weneckiej. Po stronie weneckiej zginęło 2,5 tys. żołnierzy, a po albańskiej około 400.
14 sierpnia 1448 roku miała miejsce bitwa pod Oranikiem, w której 6-tysięczne siły Skanderbega pokonały 15-tysięczną armię dowodzoną przez Mustafę Paszę.

## Następstwa
4 października 1448 roku w Alessio odbyła się konferencja pokojowa, na mocy której Dagnum pozostało w weneckich granicach w zamian za zapewnienie Skanderbegowi azylu w przypadku wypędzenia go z Albanii oraz za coroczną wypłatę w wysokości 1400 dukatów; mimo porozumienia, stosunki wenecko-albańskie nie były dobre, a nawet dochodziło do potyczek między armiami tych państw.